# 13622 McArthur
13622 McArthur è un asteroide della fascia principale. Scoperto nel 1995, presenta un'orbita caratterizzata da un semiasse maggiore pari a 3,2213579 UA e da un'eccentricità di 0,1717930, inclinata di 3,24719° rispetto all'eclittica.